# 桃花村舞踊団
桃花村舞踊団（とうかそんぶようだん）は、2000年1月から2006年1月まで活動していた山梨の山村を拠点とし農業に従事している異色の舞踊団。田中泯主催。
1998年より2009年まで拠点の農村地を活用し行っていたアートキャンプ・白州やダンス白州は、ダンスだけはなく他分野の芸術を複合的にイベントした、当時としては新しい野外アートフェスティバルであった。
旧田中泯オフィシャルサイトには、主宰者である田中泯が私淑する土方巽へのオマージュとして「桃花村舞踊団について-桃花村への夢-」と題した文章が掲載されており、「桃花村」の名は、吉田一穂の随筆集に由来するものであるとの記述がある。

## 主な作品
- 2002年： ゴヤ・シリーズ最終公演「自由からの開放、その不埒な体質」国際交流基金フォーラム
- 2003年：「フォー・ウォールズ」 ピアノ演奏：高橋アキ、浜離宮朝日ホールにて
- 2003年：「ひとさらい」新国立劇場
- 2005年：「家族からからか」新国立劇場
- 2006年：「重力と愉快」新国立劇場

## 主要メンバー
- 石原淋（2012年11月24日に石原志保からダンサー名を改称）
- 菊島延幸
- 玉井康成
- 夏井秀和